# Вишнёвка (хутор, Гродненская область)
Вишнёвка (бел. Вішнёўка, пол. Wiszniówka) — хутор в Сморгонском районе Гродненской области Белоруссии.
Входит в состав Кревского сельсовета.
Расположен в южной части района на правобережьи реки Вишнёвка. Расстояние до районного центра Сморгонь по автодороге — около 33,5 км, до центра сельсовета агрогородка Крево по прямой — чуть более 6,5 км. Ближайшие населённые пункты — Вишнёвка, Коренды, Четырки. Площадь занимаемой территории составляет 0,0180 км², протяжённость границ 620 м.
Согласно переписи население хутора в 1999 году насчитывало 2 жителя.
До 2008 года Вишнёвка входила в состав Ордашинского сельсовета.
Неподалёку от хутора проходит автомобильная дорога местного значения Н6727 Коптевичи — Коренды — Ордаши — Боярск.